# Boeken van de Slangenoorlog
De Saga van de Slangenoorlog (Engels: The Serpentwar Saga) is een serie van vier fantasyromans van de Amerikaanse schrijver Raymond E. Feist.
De "Slangenoorlog" uit de titel verwijst naar de Panthatiërs die de oorzaak zijn van de oorlog in het boek. 

## De Saga van de Slangenoorlog
1. De Schaduw van een Duistere Koningin (Shadow of a Dark Queen)
2. De macht van een koopmansprins (The Rise of a Merchant Prince)
3. De razernij van een demonenkoning (Rage of a Demon King)
4. De scherven van een verbrijzelde kroon (Shards of a Broken Crown)